# Psychotria acuminatissima
Psychotria acuminatissima är en måreväxtart som beskrevs av Adolph Daniel Edward Elmer. Psychotria acuminatissima ingår i släktet Psychotria och familjen måreväxter. Inga underarter finns listade i Catalogue of Life.